# Улрих I фон Дюрн
Улрих I фон Дюрн (на немски: Ulrich I von Durn; † ок. 1204/сл. 1212) е благородник от род фон Дюрн, господар на Дюрн в Баден-Вюртемберг.
Той е син на Рупрехт I фон Дюрн († сл. 1172) и съпругата му Хедвиг фон Боксберг († сл. 1197), незаконната сестра на Конрад III фон Боксберг († сл. 1182/1212), дъщеря на Конрад II фон Боксберг († сл. 1144).
Баща му Рупрехт I фон Дюрн е тесен съветник на императорите Фридрих I Барбароса и Хайнрих VI, често е свидетел в техните документи.
Улрих I фон Дюрн често е в кръга около крал Филип Швабски.
Син му, нежененият Улрих II фон Дюрн († 1248/1250), който ок. 1225 влиза в немския орден, дарява с майка си Лукардис земя на ордена за построяване на коменде Хайлброн.
Фамилията фон Дюрн изчезва по мъжка линия през 1333 г. с правнук му Албрехт.

## Фамилия
Улрих I фон Дюрн се жени за Лукардис фон Хоенлое-Вайкерсхайм († сл. 18 март 1222). Те имат два сина:
- Конрад I фон Дюрн (* 1193; † 17 септември 1253/1258), женен ок. 1216/1217 г. за Мехтилд фон Лауфен (* пр. 1254; † 1276/1277), дъщеря на граф Попо IV фон Лауфен († 1212/1219), внучка на граф Попо III фон Лауфен († 1181)) и Аделхайд фон Фобург. Тя е роднина на император Фридрих I Барбароса († 1190)
- Улрих II фон Дюрн († 1248/1250), ок. 1225 влиза в немския орден